# Originalitet
Originalitet (lat. originalis,ursprunglig) är en egenskap av ursprunglighet, egenhet, nyskapande, urbild, urtext etc. Något är originellt om det inte kunnat utföras av någon annan, om det inte är en kopia, plagiat, bearbetning eller översättning av någon annans verk. 
Begreppet används särskilt om konstverk, litterära verk och forskning, samt dylika skapelser, och i upphovsrätten i frågan om verkshöjd.

## Originalitet inom konsten

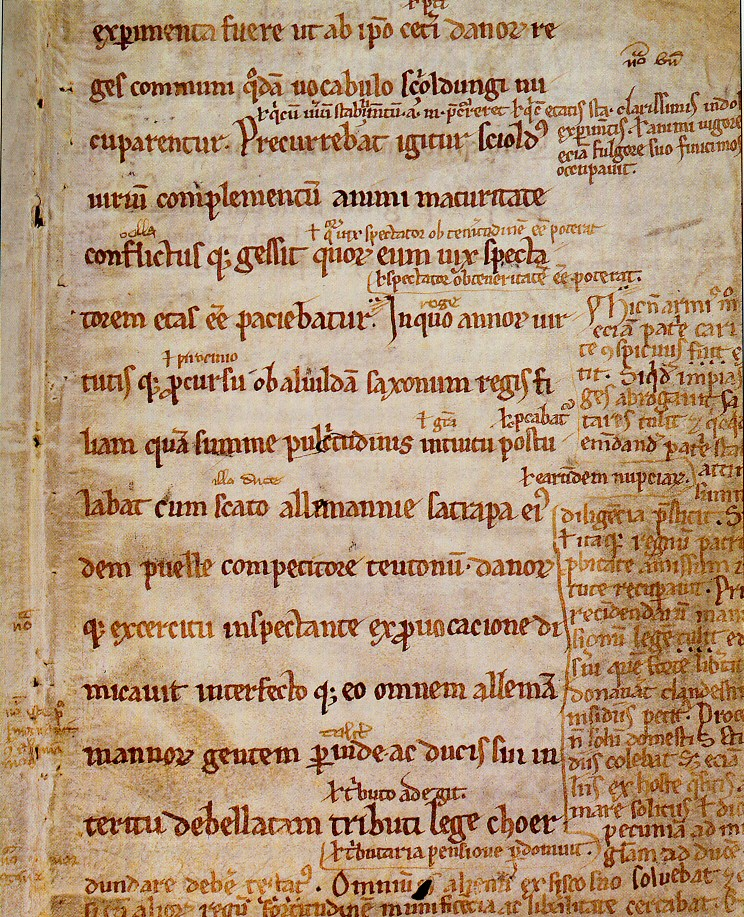
Historien om Hamlet kommer från Saxo Grammaticus Gesta danorum från omkring 1200.

När Shakespeare skrev sitt berömda drama Hamlet hade han tagit stoffet från Saxo Grammaticus berättelse Amlet i Gesta Danorum, en berättelse som innan den nådde Shakespeare hade omarbetats flera gånger. 
Under klassicismen var det snarare regel än undantag att förnya klassiska berättelser i stället för att hitta på egna. 
Även inom den visuella konsten har det alltid förekommit liknande lån. Att se originalitet som en kvalitativ aspekt av ett verk uppstod under historisk tid under romantiken, som kännetecknas av en genidyrkan och en förändrad syn på konstnären.
Numera ses originalitet ofta som en konstnärlig kvalitetsmarkör, men samtidigt har konst i alla dess former alltid inspirerats och påverkats av andra verk och fungerat som avbildning, därav benämningen mimesis. 
En definition av hur litterär individualitet manifesterar sig, presenterar Roland Barthes i Litteraturens nollpunkt; författaren är bunden av ett historiskt framvuxet och socialt ärvt formspråk, samt i viss mån av lingvistikens regler. Språket är en blandning av minne, avsikt och frihet, och kan inte befria sig från det samhälle som det skapats av. Det leder till att litterär originalitet blir en utopi, då full frihet skulle innebära att uppfinna ett nytt språk eller uttryckssätt, som följaktligen inte skulle fungera som språk - ingen skulle förstå. Författarens individualitet kan uppträda som frihet från formspråkets normer och framställningssätt, men vill han verka i samhället, nå fram, måste han välja ett formspråk. Det individuella består främst i engagemanget som författaren lägger i texten, "valet av mänskligt förhållningssätt, bekräftelsen av ett visst Gott." 

### Harold Bloom's Originalitet
Den amerikanska litteraturkritikern Harold Bloom framhåller i sin The Anxiety of Influence vikten av Originalitet. Han pekar på den ångest författaren känner när han inser att han är fast i en tradition av föregångare, och att det enda rätta han kan göra är en sorts medveten felläsning av dessa, således hitta sin egen Originalitet.

## Upphovsrättslig originalitet
Den originalitet som bedöms i upphovsrättens verkshöjd har alltid med gestaltningen och språkdräkten att göra, och inte med innehållet. Vid forskning och liknande skapelser kan man inte används samma begrepp, och det är snarast i de fälten som plagiat avser oredovisat användande av ett annat verks fakta eller innehåll.